# Magnesiodutrowita
La magnesiodutrowita és un mineral de la classe dels silicats que pertany al grup de la turmalina.

## Característiques
La magnesiodutrowita és un silicat de fórmula química Na(Mg₂.₅Ti₀.₅)Al₆(Si₆O₁₈)(BO₃)₃(OH)₃O. Va ser aprovada com a espècie vàlida per l'Associació Mineralògica Internacional en el mes de juny de l'any 2023, i encara resta pendent de publicació. Cristal·litza en el sistema trigonal. Es tracta del segon membre del grup de la turmalina amb titani essencial després de la dutrowita, el seu anàleg amb Fe2+.
L'exemplar que va servir per a determinar l'espècie, el que es coneix com a material tipus, es troba conservat a les col·leccions del museu mineralògic de la Universitat de Breslau, Polònia, amb el número de catàleg: MMUWr IV8121.

## Formació i jaciments
Va ser descoberta a la pedrera de marbre dolomític de Rędziny, a Gmina Kamienna Góra, dins el comtat de Kamienna Góra (Voivodat de Baixa Silèsia, Polònia).